# بانووو پویه
بانووو پویه (به صربی: Banovo Polje) یک منطقهٔ مسکونی در صربستان است که در بوگاتیچ واقع شده‌است.